# Takuri
Takuri (Такурі) — з 1907 року японський виробник автомобілів. Штаб-квартира знаходиться в Токіо. У 1910 році компанія припинила виробництво автомобілів.
А я люблю СУШІ!

## Заснування компанії
У 1902 році Шінтаро Йошіда — директор фірми Sorinshokai, яка займається імпортом велосипедів, їде в США, щоб розширити сферу своєї діяльності і затоваритися мотоциклами. Крім цього він відвідує 3-тю Міжнародну автомобільну виставку в Нью-Йорку.
Після відвідин виставки він закупив у Штатах мотори, коробки передач, мости і все, що потрібно для автомобілів.
По поверненні на батьківщину він відкриває нове підприємство — Automobile Shokai, яка спеціалізується на імпорті мотоциклів і трициклів, а також займається ремонтом транспортних засобів, які потроху з'являються в Японії.

## Початок виробництва автомобілів
В цей же час Команосуке Учіяма вивчає машинобудування у Владивостоці, там же вчиться водити автомобіль, а також практикується в автосервісах. Повернувшись в Токіо, він знайомиться з Йошіда, і разом вони будують автомобіль з тих частин, що Йошіда привіз із США. Другий автомобіль вони будують у вигляді 10-місного автобуса, дизайн автобуса нагадує французький «Даррак», автомобіль продають у Хіросіму.

Перший автомобіль принца Арісугава

У підсумку в період з 1907 по 1910 рік фірма будує 12 автомобілів. Один з них купує принц Арісугава Такехіто, але це не наслідний принц, а одна з гілок імператорської династії.
Автомобілі фірми «Шокай» стали називати «Такурі», бо простий люд боявся цих галасливих возів, і «Такурі» схоже по звучанню з японським «Гата-курі», що значить брязкальце.
Машини мали 2-циліндровий мотор об'ємом 1.85 л і потужністю 12 сил. Перші два мотори були «Фордівські», починаючи з третьої машини стали ставити мотори власного виготовлення.
Перші 3 шасі були також куплені в Америці шасі «Форда» моделі «А» (але не той «А», який ліг пізніше в основу ГАЗ-А). Починаючи з 4-ї машини використовувалися власні шасі, які були виготовлені з дерева.

## Припинення виробництва автомобілів. Закриття компанії
Крім одного автобуса також побудували одну вантажівку, так що в підсумку виробили 10 легковиків. Кузови коштував Ямада Текоджо, а більше нічого і не відомо, так само не відомо, чому «Шокай» припинила виробництво автомобілів.

## Список автомобілів Takuri
- 1907 — Takuri 12HP